# (7437) Torricelli
(7437) Torricelli est un astéroïde de la ceinture principale.

## Description
(7437) Torricelli est un astéroïde de la ceinture principale. Il fut découvert le 12 mars 1994 à Cima Ekar par Vittorio Goretti et Andrea Boattini. Il présente une orbite caractérisée par un demi-grand axe de 2,35 UA, une excentricité de 0,09 et une inclinaison de 6,4° par rapport à l'écliptique.

## Compléments